# Ludwig Sprenger
Ludwig Sprenger (31 ottobre 1971 – Malles Venosta, 25 marzo 2019) è stato uno sciatore alpino italiano.

## Biografia
Sprenger, velocista originario di Malles Venosta, esordì in Coppa del Mondo il 25 gennaio 1997 a Kitzbühel in discesa libera, senza completare la prova; in Coppa Europa conquistò quattro podi, tutti in discesa libera (il primo il 17 dicembre 1997 a Piancavallo, 2º, l'ultimo il 13 gennaio 2000 a Sankt Anton am Arlberg, 3º), e si piazzò per due volte al 2º posto nella classifica di quella specialità, nel 1993 e nel 1998. In Coppa del Mondo ottenne il miglior piazzamento il 18 dicembre 1999 in Val Gardena in discesa libera (29º) e prese per l'ultima volta il via il 13 febbraio 2000 a Sankt Anton am Arlberg in supergigante, senza completare la prova; si ritirò al termine della stagione 2002-2003 e la sua ultima gara fu uno slalom gigante FIS disputato il 4 aprile a Solda. Non prese parte a rassegne olimpiche o iridate.

## Palmarès

### Coppa del Mondo
- Miglior piazzamento in classifica generale: 133º nel 2000

### Coppa Europa
- Miglior piazzamento in classifica generale: 8º nel 1998
- 4 podi:
  - 2 secondi posti
  - 2 terzi posti

### Campionati italiani
- 1 medaglia:
  - 1 oro (supergigante nel 1998)